# Casa Jaume Hill i Forment
La Casa Jaume Hill i Forment o Villa Rosa, és un edifici sitgetà del 1892, fet del mestre d'obres Jaume Sunyer i Juncosa en estil eclèctic i amb una gran harmonia compositiva. Forma part de l'Inventari del Patrimoni Arquitectònic de Catalunya. Forma part de les cases construïdes a l'eixample de 1881, de notable valor arquitectònic amb cases historicistes, modernistes i eclèctiques. Va ser un encàrrec de l'indià Jaume Hill (Sitges, 1837 – Barcelona, 1897), que s'havia enriquit a Cuba en negocis d'exportació.

## Descripció
La construcció és un habitatge unifamiliar de planta baixa, dos pisos i terrat a la catalana. L'edifici té dues façanes als carrers Jesús i Francesc Gumà que mostren grans balcons al primer pis, i als jardins del Casino Prado, que presenta una galeria il·luminada per cinc finestres separades per columnes. És un edifici entre mitgeres de planta baixa i dos pisos, fent cantonada que fa cantonada. Té un terrat a la catalana sota el qual hi ha una cambra d'aire que ventila per uns espiralls rectangulars que deriven de les mètopes gregues. S'hi observen elements decoratius d'influència també grega són els que recorden les mètopes i els tríglifs. La cara lateral, que dona als jardins del Prado, es caracteritza per una gran terrassa amb barana de balustres. La planta baixa, molt transformada, acull en l'actualitat diversos establiments comercials.